# Odalisca (Lefebvre)
Odalisca (Odalisque) è un dipinto a olio su tela del pittore francese Jules Joseph Lefebvre, realizzato nel 1874. L'opera è conservata all'istituto d'arte di Chicago.

## Descrizione
Il quadro ritrae un'odalisca, una concubina che viveva negli harem del mondo mediorientale durante l'epoca ottomana, in un interno poco illuminato. La donna è sdraiata su una coperta rossa e poggia il proprio braccio sinistro su un cuscino del medesimo colore. Ai suoi piedi si trova un incensiere che emette del fumo, mentre dietro quest'ultimo si trova un piatto pieno di arance. L'odalisca non si volta verso lo spettatore, ma evita il suo sguardo e guarda davanti a sé, immersa nella sua tranquillità. La figura richiama le Veneri distese della tradizione rinascimentale.
Come in gran parte delle raffigurazioni delle odalische nei dipinti dell'epoca, la donna è ritratta nella sua totale nudità, mentre rivolge la schiena sensuale allo spettatore. In realtà le vere odalische erano sempre vestite, come rammenta la scrittrice marocchina Fatema Mernissi nel suo libro L'harem e l'occidente. Per gli artisti europei dell'epoca il nudo, sia maschile che femminile, era una parte essenziale della formazione accademica, mentre un'ambientazione come gli harem turchi, che non erano accessibili agli uomini, lo giustificava e soddisfaceva le fantasie coloniali del pubblico europeo, nonostante questa sia una visione distorta della realtà.